# Отверженные (фильм, 1917)
«Отверженные» (фр. Les Misérables) — американский немой чёрно-белый фильм, поставленный в 1917 году режиссёром Фрэнком Ллойдом. Экранизация одноименного романа Виктора Гюго 1862.

## Сюжет
Жан Вальжан, простой честный французский рабочий, проводит почти двадцать лет в тюрьме за кражу буханки хлеба, совершенное им, чтобы прокормить свою семью. Когда «желтый паспорт» Вальжана (полученный им как бывшим осужденным преступником) делает практически невозможным построить новую жизнь, Жан ворует столовое серебро у католического епископа, который накормил его и предоставил место для ночлега. Полиция находит Вальжана с серебром и возвращает его к епископу, чтобы тот подтвердил факт кражи, но епископ на удивление Жана рассказывает полиции, серебро было его подарком, а затем дает Жану ещё и серебряные подсвечники, говоря, что тот по ошибке оставил их и что они были частью подарка. Вальжан использует деньги, чтобы начать новую жизнь под другим именем, в конце концов стать мэром небольшого города. Но полиция продолжает подозревать Вальжана, а инспектор Жавер неустанно преследует Вальжана, чтобы узнать его истинную личность и доказать прошлые преступления.

## В ролях
- Уильям Фарнум — Жан Вальжан
- Харде Керклэнд — Жавер
- Джордж Мосс — епископ Мириэль
- Гретчен Хартман — Фантина
- Джевел Кармен — Козетта
- Киттеннс Рейчерт — Козетта в детстве
- Гарри Спайнглер — Мариус Понмерси
- Дороти Бернард — Эпонина
- Эдвард Елкас — месье Тенардье
- Мина Росс — мадам Тенардье
- Энтони Филлипс — Гаврош

## Отличия от романа
В сценарий фильма, написанный его режиссёром Фрэнком Ллойдом в соавторстве с Марком Роббинсом, вошла лишь часть романа Виктора Гюго, но он включал некоторые из «самых» событий, таких, как история епископа, который дал Вальжану серебряные подсвечники для того, чтобы тот начал новую жизни и уличные беспорядки, были частью Французской революции.